# Euchloe olympia
Olympia Marble (Euchloe olympia), là một loài bướm ngày thuộc họ Pieridae. Dải phân bố của nó là miền nam Canada và trung tây xuống đến miền nam USA.